# نمای دور

مثالی از یک لانگ شات

نمای دور یا لانگ شات (به انگلیسی: Long Shot) به مساحت قابل ملاحظه ای در اطراف موضوع فیلم یا عکس گفته می شود. در این تصویر دوربین فاصله بسیاری تا موضوع دارد و یک شی یا یک شخص را در ارتباط با محیط اطرافش نشان میدهد. به‌طور کلی لانگ شات انتقال و عبور از منظره عمومی است.